# Klipni kompresor
Klipni kompresor je kompresor koji se najviše koristi u tehničkoj praksi, a kod njega je tlačni mehanizam klip s cilindrom, dok mehanizam za razvođenje zraka ima dva ventila sa sjedištem (jednoradni kompresor). Klipni kompresori se upotrebljavaju za dobave zraka do 4 000 m3/h. Jednoradni klipni kompresori postižu maksimalni tlak zraka do 4 bara pri 160 do 300 o/min. Usisavanje i tlačenje zraka obavlja se samo s jedne strane klipa. Rad kompresora se odvija ciklično. Hod klipa prema dolje s otvorenim usisnim ventilom je usisavanje, a hod klipa prema gore sa zatvorenim ventilima je tlačenje. Na kraju tlačenja otvara se tlačni ventil. U trenutku istiskivanja stlačenog zraka iz cilindra, dok je otvoren tlačni ventil, nije moguće sav stlačeni zrak istisnuti iz cilindra. Dio zraka ostane u cilindru koji u prvom trenutku usisavanja ekspandira. 
Dvoradni klipni kompresori usisavaju i tlače zrak s obje strane klipa. Klip se podmazuje uljem. Potrošnja ulja kod klipnih kompresora je prosječno od 50 do 100 grama ulja na 1 000 m3/h. 
Klipni kompresori koriste se redovito za tlakove niže od 10 bara. Za dobivanje stlačenog zraka pod višim tlakovima koriste se višestupnjeviti klipni kompresori (dva ili tri stupnja). Tlak pojedinog stupnja određen je temperaturom stlačenog zraka.
U višestupanjskim kompresorima zrak se uzastopno tlači u većem broju cilindara kroz koje prolazi (serijski spoj). Jednostupanjski kompresori koriste se za povećanje tlaka do 4 bar, dvostupanjski do 15 bar, a višestupanjski za veće tlakove. Zbog mogućnosti zapaljenja kompresorskog ulja, izlazna temperatura zraka ne smije prelaziti 200 ºC.
Budući da se kompresori podmazuju uljem, konačna temperatura zraka zbog temperature zapaljenja ulja ne može biti viša od 140 °C. Stlačeni zrak iz prvog stupnja kompresora uvodi se u hladnjak. Odvođenjem topline stlačenom se zraku snižava temperatura a time i obujam (volumen). Tako je obujam cilindra drugog stupnja manji od obujma cilindra prvog stupnja. 